# 重光啓代
重光 啓代（しげみつ ひろよ、1984年9月27日 - ）は、日本の元女子バレーボール選手で、元女子競輪選手。

## 来歴
岡山県倉敷市出身。倉敷市立連島中学校でバレーボールを始める。同校在学中には、荒木絵里香らとともに岡山県中学選抜チームの選手として選出された。その後、就実高校へと進み、春の高校バレーとインターハイでいずれもベスト8を経験した。
久光製薬スプリングスと大野石油広島オイラーズでプレーした後、2009年に現役を引退。引退後は大野石油のマネージャーとなったが、その後、知人から女子の競輪選手募集が始まることを聞き、2012年7月開始予定の女子競輪を目指すことになった。
2011年2月25日、日本競輪学校第102回（女子第1回）生徒入学（技能）試験に合格。同年5月10日、日本競輪学校に入学した。同校在校競走成績は6勝を挙げ第23位。
2012年5月1日、日本競輪選手会岡山支部所属の競輪選手として登録された。同年7月8日、京王閣競輪場でデビューし7着。初勝利は同年8月6日の京王閣競輪場で挙げた。
2013年10月22日付けで、日本競輪選手会静岡支部に移籍となった。
2014年4月18日、前橋のミッドナイト競輪で初優勝。
2016年11月8日、選手登録消除。通算307戦15勝。
2017年に入籍、同年8月に第一子長女を出産。

## 球歴
- 就実高校
- 久光製薬スプリングス（2003-2005年）
- 大野石油広島オイラーズ（2005-2009年）